# Sally Gross (nhà hoạt động Nam Phi)
Sally Gross (tên khai sinh Selwyn Gross; 22 tháng 8 năm 1953 – 14 tháng 2 năm 2014) là một nhà hoạt động chống phân biệt chủng tộc và liên giới tính người Nam Phi. Một thành viên của Quốc hội Châu Phi trong thời kỳ phân biệt chủng tộc, và người sáng lập Intersex South Africa, Gross cũng đóng vai trò là người cố vấn cho các nhà hoạt động liên giới tính trên toàn cầu.

## Cuộc sống và chẩn đoán ban đầu
Gross sinh ngày 22 tháng 8 năm 1953 trong một gia đình Do Thái, được phân loại là nam và được đặt tên là Selwyn Gross. Mặc dù nhận thức được sự mơ hồ về bộ phận sinh dục của mình, cô chỉ được chẩn đoán chính thức là có một biến thể liên giới tính vào năm 1993 ở tuổi 40. Cô sau đó được phân loại lại là nữ.

## Tâm linh, tình trạng tị nạn, và công việc ban đầu
Mặc dù được sinh ra trong một gia đình Do Thái, Gross bị lôi cuốn theo Công giáo và được làm phép rửa tội vào đầu năm 1976. Cô trốn khỏi Nam Phi vào tháng 5 năm 1977, theo lời khuyên của các đồng nghiệp trong Quốc hội Châu Phi, chuyển đến Botswana và sau đó đến Israel nơi cha mẹ cô đã định cư, trước khi trở thành một người mới vào Dòng Dominican ở Oxford, Anh, năm 1981. Cô đã được phong chức phó tế vào "khoảng năm 1985" và lên chức linh mục vào năm 1987, và sau đó dạy về thần học và đạo đức luân lý tại Blackfriars ở Oxford. Cô có bằng thạc sĩ tại Đại học Oxford. Năm 1987, Gross từng là đại biểu trong một hội nghị ANC, đứng đầu là Thabo Mbeki, ở Dakar, Sénégal. Cô được mời đến giảng dạy tại Nam Phi bởi những người Dominica sau khi lệnh cấm ANC của Nam Phi được dỡ bỏ vào năm 1990.
Gross có được quyền công dân Israel  nhưng mất quyền công dân Nam Phi trong thời gian tị nạn, và quyền này được khôi phục vào năm 1991. Đầu những năm 1990, cô bắt đầu "phân biệt và khám phá" các vấn đề xung quanh cơ thể và bản sắc của mình; cô xin nghỉ phép ở Dòng Dominican và chuyển đến Eastbourne ở Anh. Một năm sau, tình trạng giáo sĩ của cô bị tước bỏ và cô coi mình bị loại khỏi sự hiệp thông với Giáo hội. Sau đó, cô tìm thấy một chốn tâm linh trong Hội Tôn giáo bạn bè (Quakers) và trong Phật giáo.